# بوجدان راديتسا
بوجدان راديتسا (بالكرواتية: Bogdan Radica)‏‏ (26 أغسطس 1904 - 5 ديسمبر 1993 ) مؤرخ، ودبلوماسي كرواتي.